# Pierre Taki
Pierre Taki, pseudonimo di Masanori Taki (瀧 正則?, Taki Masanori; Shizuoka, 8 aprile 1967), è un cantante e attore giapponese, frontman del gruppo synthpop Denki Groove composto da Taki e Takkyu Ishino.
Nel 2001 si è esibito con Hideyuki Tanaka a New York City nell'evento Prince Tongha. Taki appare spesso anche come attore per film e show televisivi.

## Filmografia parziale

### Film
- Red Shadow, regia di Hiroyuki Nakano (2001)
- 1980 (2003)
- Linda Linda Linda, regia di Nobuhiro Yamashita (2005)
- Lorelei: The Witch of the Pacific Ocean, regia di Shinji Higuchi (2005)
- Sway, regia di Miwa Nishikawa (2006)
- Rainbow Song, regia di Naoto Kumazawa (2006)
- Dieci notti di sogni (2007)
- 10 Promises to My Dog, regia di Katsuhide Motoki (2008)
- One Million Yen Girl, regia di Yuki Tanada (2008)
- School Days with a Pig, regia di Tetsu Maeda (2008)
- Rakugo Story, regia di Shinpei Hayashiya (2012)
- The Floating Castle, regia di Shinji Higuchi (2012)
- The Devil's Path, regia di Kazuya Shiraishi (2013)
- Father and Son, regia di Hirokazu Kore'eda (2013)
- Parasyte: Part 1, regia di Takashi Yamazaki (2014)
- Shingeki no kyojin - Attack on Titan, regia di Shinji Higuchi (2015)
- Twisted Justice, regia di Kazuya Shiraishi (2016)
- Shin Godzilla, regia di Hideaki Anno (2016)
- Rage, regia di Lee Sang-il (2016)
- Fueled: The Man They Called Pirate, regia di Takashi Yamazaki (2016)
- Outrage Coda, regia di Takeshi Kitano (2017)
- The Blood of Wolves, regia di Kazuya Shiraishi (2018)
- Sunny/32, regia di Kazuya Shiraishi (2018)
- A Gambler's Odyssey, regia di Kazuya Shiraishi (2019)
- Miyamoto, regia di Tetsuya Mariko (2019)
- Samurai Shifters, regia di Isshin Inudô (2019)
- Romance Doll, regia di Yuki Tanada (2020)
- Zokki, regia di Takumi Saitô, Naoto Takenaka, Takayuki Yamada (2020)
- September 1923, regia di Tatsuya Mori (2023)
- Horizon (2024)

### Televisione
- Amachan — serie TV, (2013)
- Gunshi Kanbei — serie TV, (2014)
- Toto Neechan — serie TV, (2016)
- Rikuō — serie TV, (2017)
- Idaten — serie TV, (2019)
- Sanctuary — serie TV, (2023)
- House of Ninjas — serie TV, (2024)
- Tokyo Swindlers — serie TV, (2024)

### Videogiochi
| Anno | Titolo             | Ruolo          | Note                      | Console                 | Fonti             |
| ---- | ------------------ | -------------- | ------------------------- | ----------------------- | ----------------- |
| 2005 | WTF: Work Time Fun | N/D            | Director del gioco        | PlayStation Portable    |                   |
| 2006 | Siren 2            | Takeaki Misawa |                           | PlayStation 2           |                   |
| 2008 | The Last Guy       | N/D            | Director del gioco        | PlayStation 3           |                   |
| 2018 | Judgement          | Kyohei Hamura  | Rimpiazzato con una patch | PlayStation 4           | [ 1 ] [ 2 ] [ 3 ] |
| 2019 | Kingdom Hearts III | Olaf           | Rimpiazzato con una patch | PlayStation 4, Xbox One | [ 4 ] [ 5 ]       |

### Doppiaggio giapponese
| Titolo                   | Ruolo         | Doppia              | Note | Fonti |
| ------------------------ | ------------- | ------------------- | ---- | ----- |
| Frozen                   | Olaf          | Josh Gad            |      | [ 4 ] |
| Kubo and the Two Strings | Beetle/Hanzo  | Matthew McConaughey |      | [ 6 ] |
| Super Ladri              | Il Gladiatore |                     |      | [ 7 ] |

## Doppiatori italiani
Nelle versioni in italiano delle opere in cui ha recitato, Pierre Taki è stato doppiato da:
- Alessandro Messina in Outrage Coda

## Controversie legali
Nel marzo 2019, Taki è stato arrestato, in seguito a una perquisizione avvenuta nel suo appartamento che ha rivelato un possibile uso di stupefacenti (cocaina) da parte dello showman. A seguito di tale avvenimento il videogioco Judgment pubblicato da SEGA, nel quale l'attore doppiava il personaggio Kyohei Hamura (un gangster giapponese) è stato ritirato per un breve periodo dal mercato per dare tempo alla compagnia di rimuovere il personaggio.
Anche la sua partecipazione in Frozen, con il doppiaggio di Olaf, è stata rivista almeno per il mercato home video giapponese.